# 21047 Hodierna
21047 Hodierna (1990 SE5) là một tiểu hành tinh nằm phía ngoài của vành đai chính được phát hiện ngày 22 tháng 9 năm 1990 bởi E. W. Elst ở Đài thiên văn Nam Âu.